# Saint-Calais
Saint-Calais település Franciaországban, Sarthe megyében. Lakosainak száma 2969 fő (2022. január 1.). Saint-Calais Conflans-sur-Anille, Savigny-sur-Braye, Marolles-lès-Saint-Calais, Montaillé, Rahay, Sainte-Cérotte és Saint-Gervais-de-Vic községekkel határos.

## Népesség
A település népessége az elmúlt években az alábbi módon változott:
| Lakosok száma | 3349 | 3281 | 3441 | 3236 | 3245 | 3244 | 3139 | 3054 | 2969 |
|               | 2013 | 2015 | 2016 | 2017 | 2018 | 2019 | 2020 | 2021 | 2022 |